# Літій-титанатний акумулятор
Літій-титанатна або літій-титан-оксидна (LTO) батарея — це різновид літій-іонного акумулятора, в якому анод виготовлений з пентатитанату літію (Li4Ti5O12), на відміну від класичного літій-іонного акумулятора, в якому анод виготовлений з графіту. 
Переваги:
Швидке заряджання – час зарядки значно менший, ніж у традиційних літій-іонних акумуляторів.
Висока стійкість до циклів – батарея витримує 6000–10 000 циклів заряджання-розряджання без значної втрати ємності.
Безпечність – менше нагрівається, має знижену схильність до термічного розгону та загоряння.
Широкий діапазон робочих температур – може працювати навіть при низьких температурах без значного падіння продуктивності.
Недоліки:
Низька щільність енергії – 60–110 Вт·год/кг, що суттєво менше порівняно з літій-іонними акумуляторами на основі графіту.
Вища вартість – через складніший процес виробництва та використання титанових сполук.
Використання:
Завдяки швидкому заряджанню та довговічності, LTO-батареї застосовують у:
Електротранспорті (електробуси, промислові вантажівки, залізничні поїзди).
Системах зберігання енергії (сонячні та вітрові електростанції).
Медичних пристроях та військовій техніці, де важлива стабільність роботи при екстремальних умовах.

## Використання
Титанатні батареї використовуються лише в деяких японських версіях електромобіля Mitsubishi i-MiEV, а також в електробайках Honda EV-neo та Fit EV. Вони також використовуються в концептуальному електробусі Tosa. Завдяки високому рівню безпеки й можливостям перезаряджування батареї LTO використовуються в автомобільних аудіосистемах, а також у мобільних медичних пристроях.
Акумулятор LTO також використовується в S-Pen, який постачається разом із Samsung Galaxy Note 20 Ultra 5G.
Згідно зі статтею Weatherflow Co, метеостанція Tempest містить батарею LTO ємністю 1300 мАг, яка заряджається через чотири сонячні панелі, що вимагає «принаймні 4 години достатнього сонячного світла кожні два тижні»[джерело?].
Описується, що термометр із прогнозуванням горіння використовує батарею LTO. За даними Combustion Inc, це дозволяє йому безпечно витримувати температуру до 105 °C (221 °F) всередині печей.

## Хімія
Літій-титанатна батарея — це модифікована літій-іонна батарея, яка використовує нанокристали літій-титанату замість вуглецю на поверхні свого анода. Це дає площу поверхні анода приблизно 100 квадратних метрів на грам, у порівнянні з 3 квадратними метрами на грам для вуглецю, що дозволяє електронам швидко входити та залишати анод. Крім того, окисно-відновний потенціал інтеркаляції Li+ в оксиди титану є більш позитивним, ніж потенціал інтеркаляції Li+ в графіт. Це призводить до того, що швидка зарядка (вищий зарядний струм) є набагато безпечнішою у випадку титанату, ніж у випадку вуглецю, оскільки в першому випадку дендрити літію менш імовірні. Літій-титанатні елементи витримують від 3000 до 7000 циклів заряду; можливий життєвий цикл ~1000 циклів до досягнення 80 % ємності при зарядці та розрядці при 55 °C (131 °F), а не стандартні 25 °C (77 °F).
Недоліком літій-титанатних батарей є їх менша власна напруга (2.4 V), що призводить до меншої питомої енергії (приблизно 30–110 Вт·год/кг), ніж звичайні технології літій-іонних батарей, які мають власну напругу 3,7 V. Однак деякі літій-титанатні батареї мають об'ємну щільність енергії до 177 Вт/л.[джерело?]

## Бренди та використання

### Log9 Матеріали
Компанія Log9 працює над тим, щоб представити свою батарею тропікалізованих іонів (TiB), яка базується на літій-ферофосфатних (LFP) і літій-титан-оксидних (LTO) батареях. На відміну від LFP і LTO, більш популярна хімія NMC (нікель-марганець-кобальт) не має необхідної температурної стійкості, щоб вижити в найтепліших умовах, наприклад в Індії. LTO не тільки стійкий до температур, але й має тривалий термін служби.

### Altairnano
Altairnano виробляє літій-титанатні акумулятори під лінійкою «Nanosafe», в основному для акумуляторних електромобілів . Виробники транспортних засобів, які оголосили про плани використання акумуляторів Altairnano, включають Lightning Car Company, яка планує використовувати їх для Lightning GT, електричного спортивного автомобіля; Phoenix Motorcars для використання в електричних позашляховиках; і в Proterra, його легкий 35-футовий електричний автобус EcoRide BE35.
Altairnano також розгорнула свої системи накопичення енергії з титанату літію для допоміжних послуг електричної мережі, а також для військових застосувань.

### Grinergy
Grinergy — південнокорейський виробник акумуляторів, заснований у 2017 році. Він пропонує технологію акумуляторів LTO комерційного та військового класу Warfighter. Ґрінерджі є лауреатом інновацій CES 2023

### Leclanché
Leclanché — швейцарський виробник акумуляторів, заснований у 1909 році. У 2006 році вона придбала компанію Bullith AG (Німеччина) для створення виробничої лінії Li-Ion у Німеччині. У 2014 році на ринок вийшов їхній продукт «TiBox». Енергоємність TiBox становить 3,2 кВт/год з очікуваним терміном служби 15 000 циклів.

### Microvast
Компанія Microvast, розташована в Х'юстоні, штат Техас, виробляє літій-титанатну батарею під назвою «LpTO». У 2011 році в Чунціні, Китай, був запущений перший у світі парк автобусів із надшвидкою зарядкою. 80 Акумуляторна система LpTO кВт/год була встановлена в 37 дванадцятиметрових електробусах, які можна повністю зарядити протягом 10 хвилин за допомогою 400 зарядний пристрій кВт.
З 2014 року британський виробник автобусів Wrightbus почав використовувати батареї Microvast LpTO для 1000 одиниць двоповерхових автобусів New Routemaster. An 18 Система батареї LpTO кВт/год використовується для заміни початкової літій-залізо-фосфатної батареї, оскільки батарея LFP зіткнулася зі збоєм продуктивності[джерело?].
У 2015 році вперше була запропонована європейська ZeEUS (система міського транспорту з нульовим рівнем викидів). Його шина VDL використовує 62,5 Система батарей LpTO від Microvast для демонстраційного проєкту.
.Станом на 2016 рік найбільший у світі автоматизований порт, PSA TUAS, почав використовувати Microvast LpTO для 22 електричних AGV як першу фазу проєкту горизонтальних контейнерних перевезень.

### Samsung
S-Pen із підтримкою Bluetooth у Samsung Galaxy Note 10 і 10+ містить літій-титанатну батарею, яка працює в режимі очікування десять годин.

### Seiko
Seiko використовує літій-титанатні батареї у своїх наручних годинниках Kinetic (автоматичних кварцових). У попередніх годинниках Kinetic для зберігання енергії використовувався конденсатор, але батарея забезпечує більшу ємність і довший термін служби. Технік може легко замінити батарею, коли її ємність зрештою знизиться до неприйнятного рівня.

### Toshiba
Toshiba випустила літій-титанатний акумулятор, який отримав назву «Super Charge Ion Battery» (SCiB). Акумулятор розрахований на 90 % заряду за десять хвилин.
Акумулятори SCiB використовуються в електробайку Schwinn Tailwind. Toshiba також продемонструвала його використання як прототип батареї ноутбука. Акумулятори Toshiba SCiB використовуються тільки в японській версії електромобілів Mitsubishi i-MiEV і Minicab MiEV, а Honda використовує їх у своїх електробайках EV-neo і Fit EV, які вийшли на ринок влітку 2012 року. JR Central N700S Shinkansen використовує батареї SCiB для роботи на низькій швидкості в разі перебоїв у електроживленні.
Літій-титанатна батарея Toshiba має низьку напругу (2,3 номінальної напруги), низьку щільність енергії (між свинцево-кислотним і літій-іонно-фосфатним), але має надзвичайну довговічність, здатність заряджати/розряджати та широкий діапазон робочих температур[джерело?].

### YABO
YABO Power Technology випустила літій-титанатну батарею в 2012 році. Стандартна модель акумуляторної батареї YB-LITE2344 2,4 В/15 А·год використовується в електромобілях і системах зберігання енергії.

### Yinlong Energy
Gree представила свою технологію Yinlong Battery Technology, тип LTO (літій-титанатної) батареї з швидкою зарядкою, яка може працювати в екстремальних температурних умовах. Акумулятори мають термін служби до 30 років. Yinlong Energy постачає батареї для таких цілей, як автомобілі та зберігання енергії.